# ترانویسی
ترانویسی یا آوانویسی (به انگلیسی: Transcription) اصطلاحی در زبان‌شناسی است که به نمایش نظام‌مند زبان به شکل نوشتاری گفته می‌شود. ترانویس شخصی است که ترانویسی می‌کند و حاصل کار او را ترانوشت می‌گویند. منبع یک ترانویس ممکن است زبان گفتاری باشد یا یک متن از پیش موجود که با خطی دیگر نوشته شده‌است. با این وجود، برخی زبان‌شناسان تنها حالت اول را ترانویسی می‌دانند. ترانویسی را نباید با ترجمه یا نویسه‌گردانی اشتباه گرفت.
نوشتن نام خیابان‌ها و شهرها با حروف لاتین، یک نمونه از ترانویسیِ فارسی با الفبای لاتین است؛ که در تمام کشورهای دیگر نیز مرسوم است. البته ترانویسی همان لاتین نویسی نیست، در حالی‌که لاتین‌نویسی گونه‌ای از ترانویسی است.
نرم‌افزار ترانویس به نرم‌افزاری گفته می‌شود که برای کمک به تبدیل صحبت‌های انسان به ترانوشت متنی به کار می‌رود.

## کتاب‌های منتشر شده ترانویسی شده
پس از انتشار نخستین استانداردِ رسمیِ ترانویسی، استادان آموزش زبان پارسی در داخل و خارج کشور به استفاده از این شیوه‌نامه روی آوردند؛ و چَندین کتاب به زبان پارسی و با الفبایِ لاتین مُنتَشِر کردند. این آثار ارزشمند برای علاقه‌مندان به زبان پارسی و نسل‌های جوان‌تر ایرانیان مقیم در دیگر کشورها بسیار سودمند است. از آن جمله می‌توان دیوان حافظ  ، رباعی‌های خیام  ، کتاب آموزشی خودآموز زبان پارسی  و کتاب دانشنامه جغرافیای ایران  را نام برد. (که می‌توان آن‌ها را به‌رایگان دریافت (بارگیری) کرد)

## صفحات مرتبط
- لاتین‌نویسی فارسی
- آوانگاری
- بازشناسی گفتار